# Indostar 1
O Indostar 1 (também conhecido por Cakrawarta 1) foi um satélite de comunicação geoestacionário indonésio que foi construído pela Orbital Sciences Corporation (OSC). Ficava localizado na posição orbital de 108 graus de longitude leste e era operado pela PT Media Citra Indostar (MCI). O satélite foi baseado na plataforma Star-1 e sua expectativa de vida útil era de 14 anos. O mesmo ficou fora de serviço em junho de 2012.

## História
A Orbital construiu o satélite Indostar 1 ou Cakrawarta 1 para a Media Citra Indovision para entregar a primeira televisão direct-to-home (DTH) por satélite para a Indonésia, quarto país mais populoso do mundo.
O Indostar 1 foi o primeiro satélite de comunicações comerciais do mundo a usar frequências de banda S, que penetram a atmosfera de forma eficiente e fornecer transmissões de alta qualidade para antenas de pequeno diâmetro em regiões que têm chuvas fortes como a Indonésia. Desempenho semelhante não é economicamente viável com sistemas de satélite comparáveis com DTH em Banda Ku ou banda C seria necessária mais energia nestas bandas para penetrar a atmosfera úmida.
De acordo com o contrato de US$ 175 milhões, a Orbital serviu como contratante principal para o sistema turn-key, incluindo no espaço, em terra e segmentos de usuários.
Devido a uma falha do regulador de potência, dois dos cinco transponders do satélite não podiam ser usados sempre que o satélite é eclipsado pela terra. Durante estes períodos, apenas 80 por cento da energia necessária ficavam disponíveis. O tempo de vida do satélite poderia ter sido reduzido para sete anos ao invés de uma planejada para 14 anos. Seguradoras pagaram US$ 25 milhões em danos.
A Indovision usou este satélite para distribuir sua programação até que se deslocou para o Indostar 2. O satélite saiu de serviço em junho de 2012.

## Lançamento
O satélite foi lançado com sucesso ao espaço no dia 12 de novembro de 1997, às 21h48 UTC, por meio de um veiculo Ariane-44L H10-3, lançado a partir do Centro Espacial de Kourou, na Guiana Francesa, juntamente com Sirius 2 (GE 1E). Ele tinha uma massa de lançamento de 1 350 kg.

## Capacidade e cobertura
O Indostar 1 era equipado com 5 transponders de  banda S para fornecer transmissão de TV em banda S para a Indonésia. O satélite apresentou um mau funcionamento de 80% da capacidade.